# Лёгкая атлетика на летних Олимпийских играх 1908 — бег на 200 метров
Соревнования по бегу на 200 метров среди мужчин на летних Олимпийских играх 1908 прошли с 21 по 23 июля. Приняли участие 43 спортсмена из 15 стран.

## Призёры
| Золото             | Серебро           | Бронза                 |
| Роберт Керр Канада | Роберт Клауен США | Натаниэль Картмелл США |

## Рекорды
| Мировой рекорд     | Официального рекорда не было до 26 мая 1951 года | —      |                |                 |  |
| Олимпийский рекорд | Арчи Хан (USA)                                   | 21,6 с | Сент-Луис, США | 31 августа 1904 |  |

## Соревнование

### Предварительные забеги
| Место | Спортсмен          | Результат  |
| ----- | ------------------ | ---------- |
| 1     | Джон Джордж (GBR)  | 23,4 с     |
| 2     | Виктор Хенни (NED) | Неизвестен |

| Место | Спортсмен               | Результат  |
| ----- | ----------------------- | ---------- |
| 1     | Гарольд Хафф (USA)      | 22,8 с     |
| 2     | Эдвард Даффи (RSA)      | Неизвестен |
| 3     | Хенк ван дер Валь (NED) | Неизвестен |
| 4     | Кнут Стенборг (SWE)     | Неизвестен |

| Место | Спортсмен              | Результат  |
| ----- | ---------------------- | ---------- |
| 1     | Патрик Роч (GBR)       | 22,8 с     |
| 2     | Лоусон Робертсон (USA) | Неизвестен |
| 3     | Фрэнк Лукман (CAN)     | Неизвестен |
| 4     | Эверт Копс (NED)       | Неизвестен |

| Место | Спортсмен                | Результат  |
| ----- | ------------------------ | ---------- |
| 1     | Натаниэль Картмелл (USA) | 23,0 с     |
| 2     | Вильмош Рац (HUN)        | Неизвестен |
| 3     | Рагнар Стенберг (FIN)    | Неизвестен |

| Место | Спортсмен           | Результат  |
| ----- | ------------------- | ---------- |
| 1     | Жорж Мальфе (FRA)   | 22,6 с     |
| 2     | Роберт Дункан (GBR) | Неизвестен |

| Место | Спортсмен                  | Результат  |
| ----- | -------------------------- | ---------- |
| 1     | Свен Лофтман (SWE)         | 23,8 с     |
| 2     | Фридьеш Мезеф-Виснер (HUN) | Неизвестен |
| 3     | Эрнст Гревен (NED)         | Неизвестен |

| Место | Спортсмен          | Результат |
| ----- | ------------------ | --------- |
| 1     | Карой Радоци (HUN) | —         |

| Место | Спортсмен              | Результат  |
| ----- | ---------------------- | ---------- |
| 1     | Роберт Клауен (USA)    | 23,4 с     |
| 2     | Умберто Барроцци (ITA) | Неизвестен |

| Место | Спортсмен                | Результат  |
| ----- | ------------------------ | ---------- |
| 1     | Сэмюель Хардсфилд (GBR)  | 23,6 с     |
| 2     | Михалис Паскалидис (GRE) | Неизвестен |

| Место | Спортсмен              | Результат  |
| ----- | ---------------------- | ---------- |
| 1     | Уильям Хемилтон (USA)  | 22,4 с     |
| 2     | Луи Себер (CAN)        | Неизвестен |
| 3     | Генри Панкхёрст (GBR)  | Неизвестен |
| 4     | Паль Шимон (HUN)       | Неизвестен |
| 5     | Фернанд Хальбарт (BEL) | Неизвестен |

| Место | Спортсмен              | Результат  |
| ----- | ---------------------- | ---------- |
| 1     | Роберт Керр (CAN)      | 22,2 с     |
| 2     | Уильям Мэй (USA)       | Неизвестен |
| 3     | Джеймс Старк (GBR)     | Неизвестен |
| 4     | Кнут Линдберг (SWE)    | Неизвестен |
| 5     | Эмилио Брамбилья (ITA) | Неизвестен |

| Место | Спортсмен                | Результат  |
| ----- | ------------------------ | ---------- |
| 1     | Натаниэль Шерман (USA)   | 22,8 с     |
| 2     | Джон Мортон (GBR)        | Неизвестен |
| 3     | Эдуард Шёнекер (AUT)     | Неизвестен |
| 4     | Корнелиус ден Хелд (NED) | Неизвестен |

| Место | Спортсмен          | Результат  |
| ----- | ------------------ | ---------- |
| 1     | Лайнел Рид (GBR)   | 23,2 с     |
| 2     | Артур Гофман (GER) | Неизвестен |

| Место | Спортсмен              | Результат |
| ----- | ---------------------- | --------- |
| 1     | Оскар Гуттормсен (NOR) | —         |

| Место | Спортсмен            | Результат  |
| ----- | -------------------- | ---------- |
| 1     | Джордж Хокинс (GBR)  | 22,8 с     |
| 2     | Анри Месло (FRA)     | Неизвестен |
| 3     | Якобус Хогвелд (NED) | Неизвестен |

### Полуфинал
| Место | Спортсмен              | Результат  |
| ----- | ---------------------- | ---------- |
| 1     | Роберт Керр (CAN)      | 22,6 с     |
| 2     | Уильям Хемилтон (USA)  | Неизвестен |
| 3     | Карой Радоци (HUN)     | Неизвестен |
| 4     | Оскар Гуттормсен (NOR) | Неизвестен |

| Место | Спортсмен                | Результат  |
| ----- | ------------------------ | ---------- |
| 1     | Натаниэль Картмелл (USA) | 22,6 с     |
| 2     | Натаниэль Шерман (USA)   | Неизвестен |
| 3     | Гарольд Хафф (USA)       | Неизвестен |

| Место | Спортсмен               | Результат  |
| ----- | ----------------------- | ---------- |
| 1     | Роберт Клауен (USA)     | 22,6 с     |
| 2     | Лайнел Рид (GBR)        | Неизвестен |
| 3     | Джон Джордж (GBR)       | Неизвестен |
| 4     | Сэмюель Хардсфилд (GBR) | Неизвестен |

| Место | Спортсмен           | Результат  |
| ----- | ------------------- | ---------- |
| 1     | Джордж Хокинс (GBR) | 22,6 с     |
| 2     | Патрик Роч (GBR)    | Неизвестен |
| 3     | Жорж Мальфе (FRA)   | Неизвестен |
| —     | Свен Лофтман (SWE)  | DNS        |

### Финал
| Место | Спортсмен                | Результат  |
| ----- | ------------------------ | ---------- |
| 1     | Роберт Керр (CAN)        | 22,6 с     |
| 2     | Роберт Клауен (USA)      | Неизвестен |
| 3     | Натаниэль Картмелл (USA) | Неизвестен |
| 4     | Джордж Хокинс (GBR)      | Неизвестен |